# Rogelia González Luis
Rogelia González Luis (Juchitán de Zaragoza, Oaxaca, 17 de noviembre de 1961) es una maestra y política mexicana de origen zapoteca, defensora de los derechos de las mujeres.

## Biografía
Estudió la secundaria nocturna, y en 1979 comenzó un curso de enfermería. Posteriormente en el Hospital Civil Jurisdicción Sanitaria n.º 2 de la región del istmo aprendió a atender partos.
Es licenciada en Educación Preescolar por la Universidad Pedagógica de Tuxtepec. También cuenta con estudios en derecho por el Instituto Metropolitano de Ciencias Aplicadas.[cita requerida]
Fue invitada a participar en la Coalición Obrera Campesino Estudiantil del Istmo de Tehuantepec, (COCEI), una organización identificada con el socialismo mexicano y en 1989 adherida como una corriente identificada con el Partido de la Revolución Democrática. En la COCEI, contribuyó a que las mujeres tuvieran más poder en la toma de decisiones.
En 1999 fundó la asociación civil “Mujeres 8 de Marzo” con la finalidad de brindar apoyo a mujeres para una vida libre de violencia y para impulsar su autonomía económica.
En 2003 impulsó la creación de la expresión Alianza Regional Simona Robles dentro de la COCEI que pugna por la participación efectiva e igualitaria de las mujeres en este organismo.
Durante su gestión como autoridad municipal en Juchitán (Síndica de 2001 a 2003 y regidora de Derechos Humanos de 2011 a 2013) impulsó la creación de instituciones de apoyo a la mujer como el Centro de Apoyo y Atención a la Mujer Istmeña “Rosario Ibarra” (CAAMI) y el Instituto Municipal de la Mujer.
En 2016 fue designada como candidata por el Partido Acción Nacional (PAN) y el Partido de la Revolución Democrática (PRD) en coalición a diputada local por el Distrito XX de Oaxaca sin lograr ser electa. En sus propuestas legislativas incluyó la protección de los derechos de la comunidad LGBTTI.
El 10 de diciembre de 2017 fue nombrada Secretaria de Igualdad de Géneros del Comité Ejecutivo Nacional del PRD.
Durante la campaña presidencial del 2018 formó parte de la plataforma Mujeres Al Frente de la coalición Por México Al Frente. Durante la campaña electoral impulsó la agenda de género junto con el candidato Ricardo Anaya quien perdiera la contienda ante el candidato de la coalición Juntos Haremos Historia, Andrés Manuel López Obrador.

## Premios y distinciones
El 16 de marzo del 2018 fue reconocida por el periódico El Universal como una de las 102 mujeres líderes en México.